# Qui
Qui?  fou una peculiar sèrie de televisió emesa a Televisió de Catalunya el 1990 que barrejava elements de teatre, misteri i que permetia la participació del públic.
Cada episodi s’emetia en directe des del Teatre Victòria de Barcelona, i després d'una introducció als fets on es presentava un assassinat, entraven en escena la jutge Massó (Rosa Renom) i l'inspector Moreno (Manel Barceló) per intentar esclarir els fets. Durant la segona part de l'episodi, es feia una reconstrucció dels fets i es permetia al públic (tant al teatre com des de casa per via telefònica) interrogar als sospitosos i votar qui creien que era l'assassí.
La sèrie va constar de 13 capítols emesos entre el 6 de juliol i el 28 de setembre de 1990.